# 존재의 일의성
존재의 일의성(Univocity of being)은 하나님의 속성을 묘사하는 단어들이 인간이나 사물에 적용될 때와 동일한 의미를 가진다는 개념이다. 이 개념은 스콜라 신학자 존 둔스 스코투스(John Duns Scotus)의 교리와 관련이 있다.

## 스코투스
중세의 신학적 논쟁에서 많은 신학자들과 철학자들(예: 토마스 아퀴나스)은 "하나님은 선하시다"와 "인간은 선하다"라는 표현에서 인간의 선함은 하나님의 선함과 유사하지만, 동일하지는 않은 것으로 간주했다. 즉, 하나님의 선함과 인간의 선함은 단순한 유사성(analogous)을 가진다고 보았다. 그러나 존 던스 스코투스는 토마스 아퀴나스와 같은 존재의 유비(analogy of being)를 부정하지 않으면서도, 존재의 개념이 유비적으로 적용될 수 있다고 주장하였다.
스코투스는 "존재의 단일성"을 믿지 않았지만, 하나님과 인간 모두에게 적합한 공통된 존재 개념을 제시했다. 이는 두 가지 근본적으로 다른 방식, 즉 하나님에게는 무한한 방식으로, 인간에게는 유한한 방식으로 적용된다고 보았다.
스코투스의 주장은 우리가 하나님의 존재에 참여함으로써, 그리고 확장적으로 존재의 초월적 속성인 선함, 진리, 통일성을 공유함으로써 하나님을 이해할 수 있다는 것이다. 스코투스에 따르면, 우리가 '존재'라는 개념을 이해해야만 하나님의 존재를 증명할 수 있다. 그렇지 않으면 우리가 아는 창조물과 알지 못하는 하나님을 비교하는 일이 될 것이다. 토마스 윌리엄스(Thomas Williams)는 이러한 주장을 변호한 바 있다.

## 질 들뢰즈
질 들뢰즈(Gilles Deleuze)는 스코투스로부터 존재론적 단일성의 교리를 차용했다. 그는 존재가 단일하다고 주장했으며, 즉 모든 존재의 의미가 하나의 목소리로 긍정된다고 보았다. 들뢰즈는 존재의 단일성 교리를 변형하여 존재 자체가 곧 차이(difference)라고 주장했다. "단일성의 관점에서 보면, 존재하는 것은 차이가 아니라, 존재 자체가 차이이다. 이는 존재가 차이에 대해 언급된다는 의미이다. 게다가 단일하지 않은 존재에서 우리가 단일적(univocal)인 것이 아니라, 단일적 존재 안에서 우리의 개별성이 여전히 모호한(equivocal) 상태로 남아 있다."
들뢰즈는 스피노자를 반향하면서도 전복시키며, 스피노자가 "모든 존재는 하나의 실체(God or Nature)의 변형"이라고 주장한 것에 대해 반박했다. 그는 존재의 단일성이 스피노자 철학의 조직 원리라고 주장했지만, 스피노자의 저작에는 이 용어가 등장하지 않는다. 들뢰즈는 실체가 단 하나라는 개념 대신, 항상 차별화되는 과정, 즉 끊임없이 접히고 펼쳐지고 다시 접히는 오리가미 우주를 주장했다. 들뢰즈와 과타리(Guattari)는 이러한 존재론을 "다원주의 = 일원주의(pluralism = monism)"라는 역설적인 공식으로 요약했다.